# 민병철
민병철(閔丙哲) 교수는 현재 중앙대학교 석좌교수로 학생들이 메타버스를 활용하여 혁신적인 비즈니스 아이디어를 현실화시킬 수 있도록 Business Creativity (혁신창업)을 개발하여 강의 중이다.

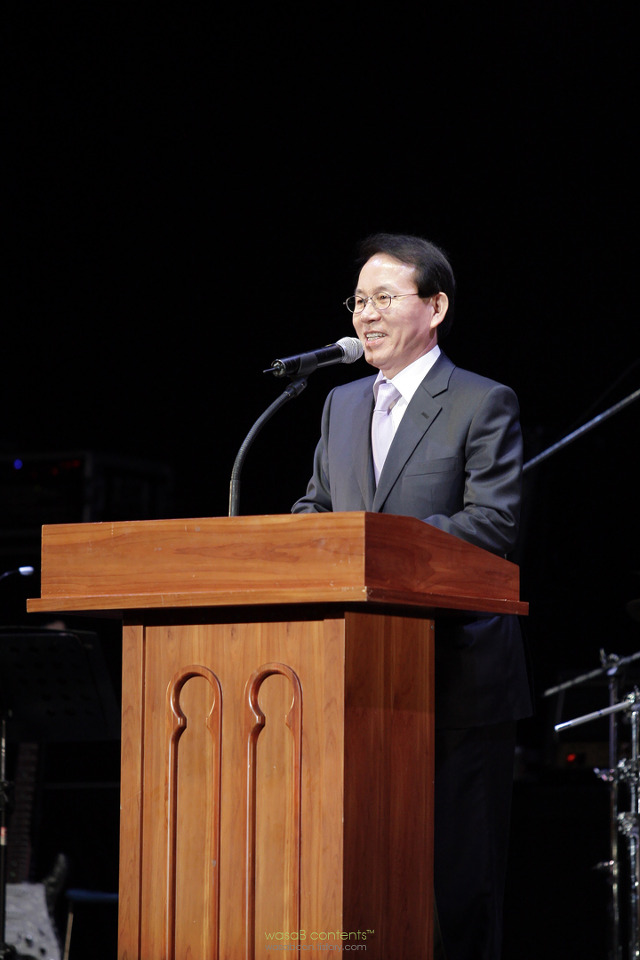
민병철(1950년 12월 15일 서울 생)

세계 각국에서 온 학생들은 자신의 혁신창업제안서를 작성하고, 메타버스 포커스 기업 Lotte IT, 글로벌 온라인 게임기업 Com2us, 글로벌 식품기업 CJ Foods, 글로벌 스타트업 투자기업 Sparklabs 등과 연계하여 자신의 제안서를 현실로 연결하는 프로젝트에 참여한다.
- 2007년, 중앙대학교 교수 시절, 악성댓글로 괴롭힘을 당하던 유명인들의 연이은 자살로 악플의 심각성이 사회적 문제로 대두되자, 인터넷상에서 악플 대신에 상대방을 배려하고 격려하는 ‘선플(sunfull)’ 개념을 창안하여, 선플운동본부를 발족하였다. 한국사회의 심각한 문제로 대두되고 있는 악플과 혐오표현(hate speech) 추방을 위한 인권운동 차원의 ‘선플운동‘을 17년간 주도해오고 있다.
- 2018년, 인터넷상에서의 차별과 혐오표현 추방운동을 세계적으로 확대하고, 인권보호 및 세계평화에 기여하고자 인터넷평화상(Internet Peace Prize)을 세계 최초로 제정하였다. 제1회 수상자는, 일본 거주 외국인에 대한 혐오표현 사용을 반대하는 일본 가와사키 시민네트워크 Horo Sekida 회장과 40만명의 네티즌들에게 인터넷 윤리교육을 실시해 온 Ken Ogiso가 선정되어 시상하였다.
- 2021년 아시안 리더쉽 콘퍼런스(Asian Leadership Conference)에서 사이버 폭력으로 더 이상 고귀한 생명을 잃게 할 수 없다는 취지로 사이버 폭력 유행병에 대한 백신 a vaccine for the Cyberbullying pandemic 을 최초로 발표했다.
- MBC-TV, KBS-TV 등에서 10년 간의 TV 실용영어 교육을 통해 국민영어선생님으로널리 알려져 있다. 기존 문법 중심의 영어 교육 시대에 실용영어교육을 주창하여 국민의 영어능력 향상 및 한국 사회의 글로벌화에 기여하였다.
- 미국 Northern Illinois 대학원에서 '리더쉽과 교육정책학-외국인을 위한 영어교육'으로 석·박사학위를 취득하였다.
- 저서로 100만부 이상 보급된 「민병철 생활영어」 , 한국전통게임과 생활문화를 소개한 「랜드 오브 스퀴드게임」, 「확실한 성공은 우연한 만남에서 이루어진다」, 창의.창업 대학교재인 「Business Creativity」, 인성교육을 다룬 「결국 착한 사람이 성공한다」, 한국인과 미국인의 행동과 문화차이를 다룬  「Ugly Koreans, Ugly Americans」 외 다수의 저서가 있다.

## 학력
- 1998 미 Northern Illinois University 교육정책학(영어교육) 박사
- 1991 미 Northern Illinois University 교육정책학(영어교육) 석사
- 1973 중앙대학교 (경제학) 학사

## 경력
- 현 중앙대학교 경영경제대학 석좌교수
- 현 선플재단.선플운동본부 이사장 (창시자)
- 현 K-리스팩트 선창자
- 현 인터넷 평화상 창시자
- 외교부 최초 공공외교사절 (Ambassador for Cyber Public Diplomacy)
- 건국대학교 글로벌융합대학 국제학부 정교수
- 방송통신위원회 인터넷문화정책자문위원
- KBS 24기 시청자위원회 위원(평가소위원회 위원장)
- MBC-TV, KBS-TV, EBS-TV 영어교육방송 진행
- 「국회, 한중일 대학생 선플토론회」 공동대회장
- 「북경, 한중일미러 5개국 대학생 영어평화포럼」 대회장

## 상훈
- 2011 국민훈장 동백장
- 2008 Northern Illinois University를 빛낸 자랑스런 동문상

## 「Business Creativity」 포스트 팬데믹 시대의  취업ㆍ창업 강의
현재 중앙대학교 석좌교수로 학생들이 메타버스를 활용하여 혁신적인 비즈니스 아이디어를 현실화시킬 수 있도록 Business Creativity (혁신창업)을 개발하여 강의 중이다.
세계 각국에서 온 학생들은 자신의 미래 혁신창업제안서를 작성하고,  메타버스 포커스 기업 Lotte IT, 글로벌 온라인 게임기업 Com2us, 글로벌 식품기업 CJ Foods, 글로벌 스타트업 투자기업 Sparklabs 등과 연계하여, 메타버스 오징어 게임, 강남구.동작구의 소상공인 살리기 등 각종 혁신프로젝트에 참여한다.
「Business Creativity」강좌는 2010년, 민교수가 건국대학교에서 4차 산업혁명시대 글로벌 취업·창업에 학생들이 경쟁력을 갖도록 최초로 개발하였다

## 선플운동
지난 2007년부터 우리 사회의 심각한 문제로 대두되고 있는 악플과  헤이트스피치를 추방하기 위한 인권운동 차원의 선플운동을 17년동안 주도해오고 있다. 2024년 8월 현재, 7천여개 학교와 단체가 선플운동에 참여해왔으며, 선플 청소년 자원봉사단 84여만 명, 1,000여만 개의 격려와 응원의 선플 댓글기가 이어지고 있다. 사이버폭력피해자들을 위한 100명의 변호사로 구성된 ‘온라인 무료 법률자문단‘을 운영하여 법률자문 뿐만 아니라 인권과 생명을 보호하는 활동을 전개하고 있다. 국회의원들의 선플서명을 통해 정치문화 개선과 아울러 사이버폭력예방 교육을 의무화시키는 법안 통과를 위해 노력하고 있으며, 사회 각 단체.기관들과의 선플실천협약을 통해 사회 전반에 걸친 격려문화 확산을 추진하고 있다.
전국선플릴레이캠페인 중앙발대식(2010. 05.29),  전국선플거리캠페인 (2012. 06. 16)등을 통해 선플운동의 전국적인 확산을 도모하고 있다. 2013년도부터 국회의원들을 대상으로 선플상 시상식을 개최하고 있으며, 2022년 12월 7일, 제9회 선플상 시상식을 개최하고 여야 국회의원 35명에게 시상하였다. 2022년 9월 현재, 21대 국회의원 299명중 100%, 전원이 선플정치선언문에 서명하며 선플운동 동참을 선언하였다.
또한 국제적으로도 인터넷상의 인권보호 및 세계평화에 기여하는 것을 목표로 2018년에 「인터넷평화상」을 제정하여 글로벌 인터넷 문화개선을 추진하고 있다. 한편, 인터넷 평화운동에 대한 관심과 지지를 이끌어내고 입법을 통한 문제해결을 위해 한국 국회 뿐만 아니라 미국, 일본, 필리핀 등의 국회의원들로부터 지지 서명을 받고 있다. 아울러 세계 각국에서 발생한  재난.재해로 고통 받는 피해자들에게 한국민들의 위로와 격려의 메시지를 전달하여 한국인의 "배려와 응원의 K-컬처" 확산에 기여하고 있다.

## 글로벌 캠페인
외교부 공공문화외교사절로서 외국과의 공공외교를 위한 교류 활동을 해오고 있다. 코로나19 발생 이후 온라인을 통한 외국과의 코로나 공동대응을 위한 영상을 제작 배포하고 있다.
【대한민국의 코로나 극복을 위한 노력】
2020년 코로나19 발생 이후 세계적으로 주목 받았던 한국의 코로나 대응방식을 세계인들과 공유하기 위한 영상 ‘대한민국의 코로나 극복을 위한 노력 - How KOREA is fighting against COVID-19’ 을 제작하여 공개하였다.  신속한 코로나19 검사, 첨단 스마트 방역체계, 의료진과 정부의 노력을 비롯한 사회적 거리두기 등 한국 사회의 변화상을 담은 7분 짜리 영상은 현재 2만 5천여회 뷰를 기록하고 있다.
2020년 5월 공개된 '대한민국의 코로나 극복을 위한 노력' 영상
【마스크 쓰기 글로벌 챌린지】
2020년 12월 9일, 조 바이든 대통령 당선자의 마스크 쓰기 호소 영상을 모티브로 마스크 쓰기, 손 씻기, 사회적 거리두기를 생활화하자는 영상을 제작하고 국내외 네티즌이 참여하는 ‘코로나 극복, 모두를 위한 마스크 쓰기 글로벌 챌린지 (#WearAMask4All global challenge)’를 진행 중이다.

## 소상공인 지원 활동
【산학협력 소상공인 지원 프로젝트】 대학-지자체협력 프로젝트인 중앙대학교-강남구, 중앙대학교-동작구의 코로나19로 침체된 전통시장의 활성화를 위해 학생들과 함께 디지털 기술과 메타버스를 활용한 혁신 아이디어를 제공하는 프로젝트를 수행하였다. (2021.09)
【장기실업자를 위한 기부】
코로나19 장기화로 어려움을 겪고 있는 장기실업자들의 생활 안정과 재취업 촉진을 취지로 사재 1억원을 기부하고, 소상공인을 돕고 장기실업자를 위한 기부릴레이 동참을 독려하였다.
근로복지진흥기금 1억원 기부 (2020. 7.30.)

## 논문
박사학위 논문
A Study of the Attitudes of Korean Adults toward  Technology-Assisted Instruction in English Language Programs (IT 기반 영어교육 프로그램에 관한 한국인의 태도연구)

## 저서
- 확실한 성공은 우연한 만남에서 이루어 진다
- 한국전통게임과 생활문화 그리고 행동 「랜드오브스퀴드게임」
- 「민병철 생활영어」 (100만부 발매)
- 「영어의 주인이 되라」 (한‧중 출판)
- 「결국, 착한 사람이 성공한다」 (선플인성도서/ 한‧중 출판)
- 「하루 10분 우리아이 영어는 내가 책임진다」(한‧대만 출판)
- 「민병철의 하루 5분 베이비 영어」 (한‧중 출판)
- 한국인과 미국인의 생활문화와 행동 차이 「Ugly Koreans, Ugly Americans」
- 포스트 코로나 창.취업 대학교재 「Business Creativity」

## 특허
- 2018 「모바일 단말기를 이용한 언어 자가학습 서비스를 실행하기 위한 애플리케이션을 저장하는 기록매체」 출원번호: 10-2017-0093212
- 2021 「사용자 맞춤형 컨텐츠 제작이 가능한 학습장치 및 이를 이용한 학습방법」 출원번호 : 10-2011-0076476

## 관련 자료
- ‘4차산업혁명시대창업’ 메타버스를 통한 청년창업.취업강의
- 선플운동
- 선플 중국, 일본에도 수출
- 청소년들이 선정한 국회의원선플상시상식
- 미국 의회의원들선플인터넷 평화운동 서명
- '평창평화선언문’
- '고성에 울려퍼진 평창평화선언문'
- 인터넷평화상
- 제1회 ‘인터넷평화상’ 수여
- ‘악플·혐오표현 추방시민연대 출범식’
- '악플.혐오표현 시민의식개선을 위한 공익광고'
- ‘필리핀 하원의회 사이버폭력 추방 선플 결의안 발의 및 선플 인터넷평화선언식'
- ‘정보화기본법일부개정안’ 공동발의
- 강남구청 선플운동실천협약’
- ‘마스크 쓰기 글로벌 챌린지’
- ‘대한민국의 코로나 극복을 위한 노력 영상’

1. ↑  “Business Creativity – Bringing your Ideas to Reality” (미국 영어). 2022년 2월 4일에 확인함.
2. ↑  “선플”. 2022년 2월 4일에 확인함.
3. ↑  선플인터넷평화상. “선플인터넷평화상”. 2022년 2월 4일에 확인함.
4. ↑  선플. “민병철 교수의 '악플 바이러스? 여기 선플백신이 있습니다.' Virus of Cyberbullying? Here’s SUNFULL VACCINE by Byoung-chul Min”.
5. ↑  “민병철 교수”. 2022년 2월 4일에 확인함.
6. ↑  McGowan, Mark (2018년 4월 3일). “Alumni Accomplishments” (미국 영어). 2022년 2월 4일에 확인함.